# Toys in the Attic
Toys In The Attic – trzeci album studyjny zespołu Aerosmith. Wydany w kwietniu 1975 r. Odniósł on drugi co do rozmiaru komercyjny sukces zespołu, z liczbą 8 milionów sprzedanych egzemplarzy w samych Stanach Zjednoczonych.
Początkowo na okładce miał znaleźć się pocięty miś siedzący na strychu, lecz w końcu zdecydowano się umieścić tam wszystkie pluszaki.
W 2003 r. album został sklasyfikowany na 228. miejscu listy 500 albumów wszech czasów magazynu Rolling Stone. Również utwór „Walk This Way” jest umieszczona na liście 500 piosenek które ukształtowały rocka.

## Lista utworów
| 1. | „Toys in the Attic”   | 3:05  |
|    |                       |       |
| 2. | „Uncle Salty”         | 4:11  |
|    |                       |       |
| 3. | „Adam’s Apple”        | 4:33  |
|    |                       |       |
| 4. | „Walk This Way”       | 3:40  |
|    |                       |       |
| 5. | „Big Ten Inch Record” | 2:16  |
|    |                       |       |
| 6. | „Sweet Emotion”       | 4:35  |
|    |                       |       |
| 7. | „No More No More”     | 4:33  |
|    |                       |       |
| 8. | „Round and Round”     | 5:03  |
|    |                       |       |
| 9. | „You See Me Crying”   | 5:12  |
|    |                       |       |
|    |                       | 37:08 |
|    |                       |       |

## Covery
- R.E.M. dokonało ponownego nagrania piosenki „Toys in the Attic” w 1986 roku, jako stronę B singla „Fall On Me”. Utwór ten także został nagrany przez grupę Metal Church.
- Sweet Emotion zostało nagrane przez Leo Kottke i Mike’a Gordona, oraz grupy The Answer, Warrant i Ratt. Jest dostępny także cover, wykonany na jednym z koncertów, przez grupę Van Halen.
- Piosenka „No More No More” jest wykonana przez grupę Velvet Revolver.
- Run-D.M.C. dokonali coveru piosenki Walk This Way wraz ze Stevenem Tylerem i Joem Perry z Aerosmith w 1986 roku. Ponowy cover rapowy tejże piosenki powstał w 2002 ze współpracy Ja Rule’a, Nelly i Sum 41

## Notowania
Album
| Rok  | Notowania     | Pozycja |
| ---- | ------------- | ------- |
| 1975 | Billboard 200 | 11      |

Single
| Rok  | Single              | Notowania                  | Pozycja |
| ---- | ------------------- | -------------------------- | ------- |
| 1975 | „Sweet Emotion”     | Billboard Hot 100          | 36      |
| 1975 | „Walk This Way”     | Billboard Hot 100          | 10      |
| 1975 | „Toys in the Attic” | Billboard Hot 100          | 96      |
| 1991 | „Sweet Emotion”     | Hot Mainstream Rock Tracks | 36      |

## Wyróżnienia
| Organizacja   | Wyróżnienie | Data                 |
| ------------- | ----------- | -------------------- |
| RIAA – U.S.   | Złoto       | 21 maja 1976         |
| RIAA – U.S.   | Platyna     | 9 lipca 1976         |
| RIAA – U.S.   | 2x Platyna  | 19 października 1984 |
| RIAA – U.S.   | 3x Platyna  | 21 grudnia 1988      |
| RIAA – U.S.   | 4x Platyna  | 21 lutego 2001       |
| CRIA – Kanada | Złoto       | 1 maja 1977          |
| CRIA – Kanada | Platyna     | 1 grudnia 1978       |